# Judith Beck
Judith Beck (5 maggio 1954) è una psicologa statunitense.
È conosciuta soprattutto per il suo lavoro nella terapia cognitiva. Suo padre è Aaron Beck, il fondatore della terapia cognitiva, con il quale collabora fin dall'adolescenza.

## Carriera

### Scrittura
Beck è autrice di un'opera sulla terapia cognitivo comportamentale, nonché il primo manuale completo sull'argomento, Terapia cognitiva. Fondamenti e prospettive, che è stato tradotto in 20 lingue ed è attualmente utilizzato da molti studenti, psicologi e psichiatri come testo base sulla terapia elaborata dal padre nei primi anni sessanta. Altre opere includono Le sfide della terapia cognitiva. Cosa fare quando le tecniche di base non funzionano, che è un manuale di livello avanzato che completa il suo primo lavoro, Dimagrire con il metodo Beck. Impara a pensare da magro, Più testa, meno chili. Guida pratica per far funzionare la tua dieta con il metodo Beck, che fornisce un approccio cognitivo alla perdita di peso.

### Beck Institute
Beck è la presidentessa del non-profit Beck Institute for Cognitive Therapy and Research, dove ne dirige le tre principali attività: ricerca, insegnamento e cura clinica.

## Opere (parziale)
- Terapia cognitiva. Fondamenti e prospettive, Mediserve, 2002.
- Le sfide della terapia cognitiva. Cosa fare quando le tecniche di base non funzionano, Firera & Liuzzo Publishing, 2006.
- Dimagrire con il metodo Beck. Impara a pensare da magro, Centro Studi Erickson, 2008.
- Più testa, meno chili. Guida pratica per far funzionare la tua dieta con il metodo Beck, Centro Studi Erickson, 2011.
- La Terapia cognitivo-comportamentale, Astrolabio Ubaldini, 2013.